# Lauri Silvennoinen
Lauri Silvennoinen, född 7 november 1916 i Kesälax, död 24 december 2004 i Lahtis, var en finländsk längdskidåkare som tävlade under 1940-talet. Han kom tvåa på 4 x 10 kilometer stafett vid OS i Sankt Moritz 1948.